# Јурај Деметровић
Јурај Деметровић (Јастребарско, 1885 – Београд, 1944. или 1945) је био хрватски и југословенски политичар. Биран је за посланика Уставотворне народне скупштине Краљевине Срба, Хрвата и Словенаца, краљевски намесник Покрајинске управе Хрватске и Славоније, те министар трговине и индустрије у чак седам мандата и министар пољопривреде у једном мандату.

## Биографија
Рођен је 1885. године у Јастребарском. Био је члан Социјалдемократске странке Хрватске и Славоније и сарадник страначког гласила Слободна ријеч. Мобилисан је у аустроугарску војску током Првог светског рата, а демобилисан је 1917. године. Тада је уређивао лист Хрватске њиве, који је касније променио назив у Југословенске њиве.
Од самог оснивања Демократске странке 1919. године, био је њен члан. Изабран је за посланика Уставотворне народне скупштине Краљевине Срба, Хрвата и Словенаца на изборима 1920. године. Од 1921. до 1923. године је био краљевски намесник Покрајинске управе Хрватске и Славоније.
У Самосталну демократску странку Светозара Прибићевића је прешао одмах по оснивању 1924. године. Као присталица личног режима краља Александра I Карађорђевића, постао је министар трговине и индустрије у првој влади Петра Живковића, од 1. септембра 1929. до 19. јуна 1931. године. Исти ресор је задржао у трећој влади Петра Живковића (од 5. јануара 1932. до 4. априла 1932. године), затим прелази на место министра пољопривреде у влади Војислава Маринковића (од 4. априла 1932. до 2. јула 1932. године), да би се вратио у ресор трговине и индустрије у првој и другој влади Милана Сршкића (од 2. јула 1932. до 27. јануара 1934. године), те петој, шестој и седмој влади Николе Узуновића (од 27. јануара 1934. до 20. децембра 1934. године). Учествовао је и у оснивању Југословенске националне странке.
Други светски рат је провео у Београду. Убијен је од нових комунистичких власти 1945. године.